# 海青社
海青社（かいせいしゃ）は、日本の出版社である。

## 概要
木材・森林科学・地理学関連の専門書を中心に出版している。
同社から刊行された内田和子『日本のため池』は2006年度日本地理学会賞優秀賞および農業土木学会賞著作賞、石川雄一『郊外からみた都市圏空間』は2009年度日本都市学会賞奥井記念賞、平岡昭利編『離島研究Ⅲ』『地図で読み解く日本の地域変貌』『離島に吹くあたらしい風』は2010年度地理空間学会学術賞、中村周作『行商研究―移動就業行動の地理学』は2011年度地理空間学会学術賞および地域漁業学会賞を受賞している。
また、本社所在地である滋賀県に関連する郷土書も出版している。滋賀県県文化財保護協会の大沼芳幸が執筆した『琵琶湖八珍－湖魚の宴　絶品メニュー』、『白洲正子と歩く琵琶湖≪江南編・カミと仏が融けあう処≫』などがそうである。